# 鵜崎功
鵜崎 功（うざき いさお、1946年または1947年 - ）は、日本の地方公務員。神戸市産業振興局長、神戸市副市長、神戸港振興協会会長を歴任。瑞宝中綬章受章。

## 人物・経歴
兵庫県立赤穂高等学校卒業。1969年 （昭和44年）、立命館大学経済学部卒業。同年4月に神戸市採用。赤穂市助役、神戸市企画調整局空港対策室参事、理財局次長、総務局行財政改善推進室長、産業振興局長を経て2001年 （平成13年）11月に神戸市助役就任。2003年1月 神戸空港ターミナル社長。2007年2月 神戸港埠頭公社が中国の営業拠点「神戸港上海事務所」の開所式典を現地で開催した際は訪中し、ポートセールスを展開。2009年11月に神戸市副市長退任。2010年1月より神戸港振興協会会長。空港や海事など運輸関係の功績が大きい。
2020年、令和2年春の叙勲で瑞宝中綬章を受章。